# Itamar Noy
Itamar Noy (hebräisch איתמר נוי; * 28. April 2001) ist ein israelisch-französischer Fußballspieler.

## Karriere

### Verein
Noy begann seine Karriere bei Hapoel Bnei Lod. Zur Saison 2018/19 rückte er in den Kader der ersten Mannschaft des Zweitligisten, für den er im Oktober 2018 dann in der Liga Leumit debütierte. Dies blieb allerdings sein einziger Saisoneinsatz. Zur Saison 2019/20 wurde er an die U-19 von Hapoel Petach Tikwa verliehen. Zur Saison 2020/21 kehrte er nach Lod zurück, das in seiner Abwesenheit aus der zweiten Liga abgestiegen war. Zur Saison 2021/22 wechselte er zum Zweitligisten AS Aschdod. Für Aschdod kam er in jener Saison zu 35 Zweitligaeinsätzen, in denen er zwölf Tore erzielte.
Zur Saison 2022/23 wechselte Noy zum österreichischen Zweitligisten First Vienna FC, bei dem er einen bis Juni 2024 laufenden Vertrag erhielt. Sein Debüt in der 2. Liga gab er im Juli 2022, als er am ersten Spieltag jener Saison gegen den FC Blau-Weiß Linz in der Startelf stand. In jener Partie, die die Wiener mit 2:0 gewannen, erzielte er mit dem Treffer zum 1:0 auch prompt sein erstes Zweitligator. Bis Saisonende kam er zu 26 Zweitligaeinsätzen, in denen er vier Tore erzielte. Nach nur einem Jahr im Ausland kehrte er zur Saison 2023/24 aber wieder nach Israel zurück, wo er sich dem Erstligisten Hapoel Haifa anschloss.

### Nationalmannschaft
Noy debütierte im November 2022 für die israelische U-21-Auswahl.